# Calcium-40
Calcium-40 of 40Ca is een stabiele isotoop van calcium, een aardalkalimetaal. Het is een van de vijf stabiele isotopen van het element, naast calcium-42, calcium-43, calcium-44 en calcium-46. Van de radio-isotoop calcium-41 komen op Aarde sporen voor. De abundantie van calcium-40 op Aarde bedraagt 96,941%. Van de vijf stabiele isotopen heeft calcium-40 de laagste bindingsenergie per nucleon.
Calcium-40 ontstaat onder meer bij het radioactief verval van kalium-40, scandium-40 en titanium-41. De isotoop wordt ervan verdacht via dubbel bètaverval te vervallen tot de stabiele isotoop argon-40, maar het is nog nooit waargenomen wegens de extreem grote halveringstijd (5,9 × 1021 jaar).
34Ca · 35Ca · 36Ca · 37Ca · 38Ca · 39Ca · 40Ca · 41Ca · 42Ca · 43Ca · 44Ca · 45Ca · 46Ca · 47Ca · 48Ca · 49Ca · 50Ca · 51Ca · 52Ca · 53Ca · 54Ca · 55Ca · 56Ca · 57Ca · 58Ca · 59Ca · 60Ca